# Група IC 342/Маффея
Група IC 342/Маффея (англ. IC 342/Maffei Group, також відома як група IC 342 або група Маффей 1) — група галактик, найближча до Місцевої групи. Групу можна описати як подвійну — члени групи здебільшого сконцентровані довкола двох найяскравіших галактик групи — IC 342 та Маффей 1. Є частиною надскупчення Діви(до якого належить і Місцева група).

## Члени групи
У таблиці перелічено галактики, які вважаються пов'язаними з групою IC 342/Маффея за результатами досліджень І. Д. Караченцева. Караченцев поділив групу на дві підгрупи, сконцентровані довкола IC 342 і Маффей 1.
| Назва       | Тип       | Пряме піднесення (J2000) | Схилення (J2000) | Червоний зсув (км/с) | Видима зоряна величина |
| ----------- | --------- | ------------------------ | ---------------- | -------------------- | ---------------------- |
| Жирафа A    | Irr       | 04г 26х 16.3с            | +72° 48′ 21″     | -46 ± 1              | 14.8                   |
| Жирафа B    | Irr       | 04г 53х 07.1с            | +67° 05′ 57″     | 77                   | 16.1                   |
| Кассіопея 1 | dIrr      | 02г 06х 02.8с            | +68° 59′ 59″     | 35                   | 16.4                   |
| IC 342      | SAB(rs)cd | 03г 46х 48.5с            | +68° 05′ 46″     | 31 ± 3               | 9.1                    |
| KK 35       | Irr       | 03г 45х 12.6с            | +67° 51′ 51″     | 105 ± 1              | 17.2                   |
| NGC 1560    | SA(s)d    | 04г 32х 49.1с            | +71° 52′ 59″     | -36 ± 5              | 12.2                   |
| NGC 1569    | Sbrst     | 04г 30х 49.1с            | +64° 50′ 52,6″   | -104 ± 4             | 11,2                   |
| UGCA 86     | Im        | 03г 59х 50.5с            | +67° 08′ 37″     | 67 ± 4               | 13.5                   |
| UGCA 92     | Im        | 04г 32х 04.9с            | +63° 36′ 49.0″   | -99 ± 5              | 13.8                   |
| UGCA 105    | Im        | 05г 14х 15.3с            | +62° 34′ 48″     | 111 ± 5              | 13.9                   |

| Назва      | Тип       | Пряме піднесення (J2000) | Схилення (J2000) | Червоний зсув (км/с) | Видима зоряна величина |
| ---------- | --------- | ------------------------ | ---------------- | -------------------- | ---------------------- |
| Двінгело 1 | SB(s)cd   | 02г 56х 51.9с            | +58° 54′ 42″     | 110                  | 8.3                    |
| Двінгело 2 | Im        | 02г 54х 08.5с            | +59° 00′ 19″     | 94 ± 1               | 20.5                   |
| KKH 11     | dE        | 02г 24х 34.2с            | +56° 00′ 43″     | 310                  | 16.2                   |
| KKH 12     | Irr       | 02г 27х 26.9с            | +57° 29′ 16″     | 70                   | 17.8                   |
| Маффей 1   | S0 pec    | 02г 36х 35.4с            | +59° 39′ 19″     | 13 ± 22              | 11.4                   |
| Маффей 2   | SAB(rs)bc | 02г 41х 55.1с            | +59° 36′ 15″     | -17 ± 5              | 16.0                   |
| MB 1       | SAB(s)d   | 02г 35х 36.5с            | +59° 22′ 43″     | 190 ± 1              | 20.5                   |
| MB 3       | dSph      | 02г 55х 42.7с            | +58° 51′ 37″     | 59 ± 1               | 17.33                  |

Крім того, KKH 37 вважається можливим членом підгрупи IC 342, а KKH 6 може бути членом підгрупи Маффей 1.

## Екранування газопиловими хмарами
При спостереженні з Землі, група розташована поблизу площини Чумацького шляху (у зоні уникання). У результаті світло від галактик групи сильно поглинається газопиловими хмарами Чумацького Шляху. Це ускладнює спостереження й дослідження групи, оскільки невизначеність ступеня поглинання також впливає на виміри світності галактик, відстані до них та інших пов'язаних характеристик.
Історично галактики цієї групи було важко ідентифікувати; багато з них були відкриті лише інструментами кінця 20-го ст. Наприклад, Маффей 1 та Маффей 2 були відкриті лише 1968 року з використанням інфрачервоних фотографічних зображень ділянки. Більш того, досить важко визначити, чи є деякі об'єкти, розташовані візуально поруч із IC 342 або Маффей 1, галактиками групи IC 342/Маффея чи дифузними об'єктами, які лише виглядають схожими на галактики й розташовані набагато ближче, в Чумацькому Шляху. Наприклад, об'єкти MB 2 та Жирафа C колись вважались карликовими галактиками в групі IC 342/Маффея, але тепер встановлено, що є об'єктами Чумацького Шляху.

## Формування групи та можливі взаємодії з Місцевою групою
Оскільки група IC 342/Маффея і Місцева група розташовані неподалік одна від одної (за космічними масштабами), вони могли впливати на еволюцію одна одної на ранніх стадіях формування галактик. Аналіз швидкості та відстаней до групи IC 342/Маффея, виміряних М.Дж. Вальтоненом із колегами, дозволяв припустити, що IC 342 та Маффей 1 рухаються швидше, ніж можна пояснити розширенням Всесвіту. Тому вони припустили, що IC 342 та Маффей 1 були викинуті з Місцевої групи під час жорсткої гравітаційної взаємодії з галактикою Андромеди на ранніх стадіях формування цих двох груп.
Однак ця інтерпретація залежить від виміряної відстані до галактик групи, яка, у свою чергу, залежить від точності виміру ступеня міжзоряного поглинання випромінювання міжзоряним пилом Чумацького Шляху. Спостереження 2006 року показали, що поглинання могло бути перебільшено, тому й відстані могли бути перебільшені. Якщо нові виміри правильні, то галактики групи IC 342/Маффея можуть рухатись зі швидкістю, яка очікується внаслідок розширення Всесвіту, і сценарій зіткнення групи IC 342/Маффея та Місцевої групи є вкрай малоймовірним.